# ダヴィデ・マッサ
ダヴィデ・マッサ（Davide Massa, 1981年7月15日 - ）はイタリア・インペリア出身のサッカー審判員。インペリア地区所属。

## 経歴
1981年7月15日にイタリア・リグーリア州インペリアに生まれ、1996年に15歳でサッカー審判員としてのキャリアをスタートした。ジェノヴァ大学で法学を修めた一方、審判としては下部リーグから研鑽を積み、2011年1月23日に行われたACFフィオレンティーナ対USレッチェの試合で主審としてセリエAの舞台にデビュー。翌年には主にセリエAを裁く審判が所属するC.A.N. Aに正式に昇格し、2014年にはFIFAの国際審判員にも登録された。
2021年からはビデオ・アシスタント・レフェリーとしてFIFAに新設された「Video Match Officials（VMOs）」に登録され、また同年末にはUEFAの審判における最高カテゴリーである「Elite」に昇格した。

## 受賞
- ジョルジョ・ベルナルディ賞（イタリア語版）: 2012年[7]
- ジョヴァンニ・マウロ賞（イタリア語版）: 2017年[8]

## 担当した主な試合・大会

### 主審
- スーペルコッパ・イタリアーナ2017（英語版） ユヴェントス対ラツィオ
- コッパ・イタリア2020-21（英語版） 決勝 アタランタ対ユヴェントス